# 씨클로 (영화)
《씨클로》(Cyclo)는 프랑스에서 제작된 트란 안 훙 감독의 1995년 범죄, 드라마 영화이다. 레 반 록 등이 주연으로 출연하였고 크리스토프 로씨뇽 등이 제작에 참여하였다.
이 영화는 52회 베니스 국제 영화제에서 황금사자상을 수상했다.

## 출연

### 주연
- 레 반 록
- 양조위
- 트란 누 엔 케

### 조연
- 누 쿠인 뉴엔
- 호앙 푸크 뉴엔

## 기타
- 협력프로듀서: 알랑 로카